# Drachmanns Hus
Drachmanns hus, Villa Pax, var Holger Drachmanns hjem i Skagen.
Drachmanns Hus er bygget 1828 af skolelærer Laurits Høm fra Vesterby Skole. Det ligger på Hans Baghs Vej i Vesterby i Skagen. Holger Drachmann købte det i 1902 og byggede det om til bolig og atelier. Han døbte det Pax. Efter Drachmanns død i januar 1908 var huset lejet ud til komponisten Hakon Børresen til 1909..
Drachmanns enke Soffi Drachmann solgte huset i 1910 til Komiteen for Drachmanns Hus paa Skagen, og det blev åbnet som museum i juni 1911. Størstedelen af inventaret, malerier og skitser stammer fra den tid, hvor Holger Drachmann boede i huset. Museet er åbent seks-syv måneder årligt.